# Линейка Сен-Сира

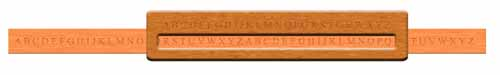
Линейка Сен-Сира

Линейка Сен-Сира — механическое устройство, реализующее в криптографии метод полиалфавитного шифрования буквенного текста с использованием ключевого слова.
Представляет собой длинный кусок картона с напечатанными на нём буквами алфавита. Эта последовательность букв называется «неподвижной шкалой». Снизу, под неподвижной шкалой, в линейке сделаны вырезы, через которые легко перемещается «движок» — узкая полоска из картона с нанесённым на него тем же самым алфавитом, повторённым дважды.

## Шифрование
Принцип шифрования этой линейкой очень простой и основывается на замещении букв алфавита. Но, в отличие от шифра Цезаря, где общий сдвиг букв при письме один и тот же (например, вместо А — Б, вместо В — Г и так далее), в линейке Сен-Сира реализован шифр замещения с переменным сдвигом, так называемый шифр Блеза де Вижинера.
Суть принципа шифрования заключается в том, что величина сдвига для замещения букв переменная и определяется ключевым словом или фразой. Долгое время этот метод считался неуязвимым для разгадывания, и даже авторитеты в области математики признавали его надежность.

### Алгоритм шифрования
Алгоритм шифрования заключается в следующем. Полоска (движок) перемещается в положение, когда буква ключа-лозунга окажется под буквой «А» неподвижной шкалы. Образуется простая замена первой буквы открытого текста (буквы движка образуют нижнюю строку подстановки-замены). При шифровании второй буквы открытого текста вторая буква ключа-лозунга путём передвижения движка встаёт под буквой «А» неподвижной шкалы и т. д. Лозунг повторяется периодически по шифруемым буквам открытого текста.

## Пример
Предположим, необходимо закодировать текст MORTALENEMY ключевым словом POST. Многократно пишем это ключевое слово, чтобы получившееся выражение было по длине таким же, как шифруемый текст. Получается так:
MORTALENEMY
POSTPOSTPOS
На линейке подбираем положение движка так, чтобы начало алфавита совпадало с буквой P и смотрим, какая буква соответствует первой букве шифруемого текста М. Это — буква B. Аналогичным образом букве O соответствует буква С, R меняется на J и так далее. В результате мы получаем зашифрованное слово: BCJMPZWGTAQ.

## История
В конце XIX века криптография только начинала приобретать черты точной науки, а не только искусства, как это было ранее, ее начинали изучать в военных академиях. Здесь следует отметить роль французской военной академии Сен-Сир, в которой к этому времени (1880 год) и был разработан свой собственный военно-полевой шифр, получивший название «Линейка Сен-Сира».
Это высшее учебное заведение выпустило немало известных личностей — маршалов и военачальников. Военному искусству здесь обучался сам Шарль де Голль, а некоторое время в ней учился и Жорж Шарль Дантес, кавалергард, чья пуля на дуэли оборвала жизнь известного поэта Александра Сергеевича Пушкина.
Развитием идеи линейки Сен-Сира явилось произвольное расположение букв алфавита на движке. Секретное (ключевое) расположение этих букв существенно усилило криптографическую стойкость шифра. Однако основная слабость — короткое периодическое продолжение ключа-лозунга сохранилось, что и предопределило последующие успехи криптоаналитиков. В заключение исторического эпизода с линейкой Сен-Сира можно отметить, что она является простейшей технологической реализацией диска Альберти. Реализация шифра Виженера на уровне картонных полосок значительно «дешевле», чем создание оригинальных устройств типа дискового шифратора Альберти. Поэтому «линейка» получила достаточно широкое распространение.
В Германии также применяли линейку Сен-Сира, однако здесь она была усовершенствована. В частности, ей был придан круглый вид, по сути дела повторяющий диск Альберти на новой технологической основе.
Во второй половине XIX века будущий премьер-министр Франции Леон Гамбетта́ предложил вообще отказаться от применения приборов шифрования и заменить их простыми алгебраическими операциями. Буквы текста и лозунга заменяются на числа (в соответствии с порядком их расположения в алфавите), а затем складываются между собой, порождая шифрованный текст (сложение ведется по модулю, равному мощности алфавита либо без модуля, что ослабляет шифр). В честь Гамбетта́ российскими революционерами-народовольцами вариант шифра Виженера для цифр был назван гамбеттовским шифром. Сейчас накладывание операцией XOR ключа определённой длины, который получил название «гамма», называется гаммированием.

## Комментарии
1. ↑  Интересно, что человек, давший имя этому шифру, никакого отношения к нему не имел. На самом деле его автором был итальянский математик Джованни Батиста Беллазо. Его труды и изучил Блез де Виженер во время своей двухлетней дипломатической миссии в Риме. Вникнув в простой, но эффективный принцип шифрования, дипломат сумел преподнести эту идею, показав ее комиссии Генриха III во Франции.
2. ↑  Так, легендарный автор приключений «Алисы в зазеркалье» и «Алисы в стране чудес», писатель-математик Льюис Кэрролл в своей статье «Алфавитный шифр» прямо и категорично называет шифр Виженера «невзламываемым». Эта статья вышла в детском журнале в 1868 году, но даже спустя полвека после статьи Чарльза Латуиджа Доджсона (это настоящее имя автора сказок про Алису) научно-популярный американский журнал Scientific American продолжал утверждать, что шифр Виженера невозможно взломать.
3. ↑  Джованни Белазо предложил определять порядок применяемых алфавитов с помощью специально выбранного слова — пароля. Сейчас такое слово обычно называют лозунгом или ключом. В этой статье термины «лозунг» «ключ» и будем считать синонимами и шифры с использованием ключа называть лозунговыми.